# Жаргалант (сомон)
Жаргалант (монг.: Жаргалант) сомон в Баянхонгорському аймаці Монголії. Територія 4,174 тис. км²., населення 4,8 тис. чол.. Центр – селище Жаргалант розташовано на відстані 790 км від Улан-Батора, 163 км від Баянхонгора. Школа, лікарня, торгово-культурні центри.

## Клімат
Клімат різкоконтинентальний. Середня температура січня -30 градусів, липня +15 градусів, щорічна норма опадів 250-500 мм

## Рельєф
Гори Тогосхайрхан (3371 м), Шавагт (3323 м), Хайрхан (3220 м), Бураг (3086 м), Далайхайрхан (2702 м). Річки Байдраг Мандал, Цохіот, Белчир. Озеро Баянцагаан.

## Корисні копалини
Запаси залізної руди, золота, солі.

## Тваринний світ
Водяться вовки, лисиці, корсаки, зайці.